# Guerrero Negro
Guerrero Negro es una localidad situada en el extremo noroeste en el estado mexicano de Baja California Sur, en el municipio más norteño del estado, Mulegé. Al año de 2020 había un total de 13,596 habitantes en la localidad. 

## Toponimia
Su nombre proviene del nombre de la laguna que se encuentra al norte de la población y que a su vez debe el nombre al de un barco llamado The Black Warrior (en español: El Guerrero Negro) que se dice se hundió frente a sus costas cargado de oro y plata. Según reportes del Narraganset, se perdió en 1859 en la barra a la entrada de la laguna. De acuerdo con la historia, el gobierno mexicano ordenó la instalación de una sección aduanal en este sitio en 1884 cuyos empleados no pudieron llegar debido a una epidemia que los atacó.
En realidad The Black Warrior fue un barco ballenero estadounidense que encalló en el bajo de la entrada a laguna que ahora lleva su nombre (Black Warrior), que traducida a español significa Guerrero Negro. La laguna Guerrero Negro, junto con la laguna Ojo de Liebre (al sur) y la laguna Manuela (al norte), forman parte del complejo lagunar Ojo de Liebre, dentro de la bahía de Sebastián Vizcaíno que se extiende de sur a norte desde playa Malarrimo, en Baja California Sur, hasta el cerro de Santo Domingo, en Baja California.

## Historia

### Sus orígenes
La población de Guerrero Negro nació en 1953, cuando un visionario estadounidense de nombre Daniel Ludwig, decidió instalar ahí una salina para abastecer la demanda de sal de la costa oeste de los Estados Unidos, siendo Adolfo Ruiz Cortines presidente de México y Agustín Olachea Avilés, Gobernador de Baja California Sur. 
La salina se instaló alrededor de la laguna costera Laguna Ojo de Liebre aprovechando los salitrales del lugar, llamada Exportadora de Sal, S.A., y que se convertiría en la salina más grande del mundo, con una producción de siete millones de toneladas de sal al año, que son exportadas a los principales centros de consumo de la cuenca del Pacífico, destacando Japón, Corea, Estados Unidos, Canadá, Taiwán y Nueva Zelanda.
En 1973, Ludwig vendió la empresa al gobierno mexicano y a la corporación Mitsubishi, en un 51% y 49% respectivamente, dando lugar a una historia de éxito que prevalece hasta la fecha. La empresa se ha distinguido no solo por su crecimiento y su rentabilidad, sino también por el progreso que han alcanzado sus más de mil empleados, su comunidad y su entorno ecológico, ya que la salina, ubicada en un sitio de extraordinaria belleza, dentro de una reserva de la biosfera, ha sido el pivote del desarrollo de esta región, donde cada temporada invernal se dan cita las ballenas, decenas de especies de aves residentes y migratorias y aventurados turistas procedentes principalmente de los Estados Unidos y Europa.

## Geografía
La ciudad se encuentra en la costa del océano Pacífico, justo al sur paralelo 28° norte, el mismo que divide la península de Baja California en dos estados: Baja California y Baja California Sur justo en el Desierto central de la Baja California, México. Se ubica dentro del municipio de Mulegé con el estatuto de Delegación Municipal. Cuenta con un aeropuerto (IATA: GUB, OACI: MMGR) con servicio de vuelos regionales.

### La Ballena Gris
Después de un viaje de más de 10 000 km desde el Ártico hasta las tibias y tranquilas aguas del Pacífico mexicano, la ballena gris visita para su apareamiento y reproducción las lagunas de San Ignacio y Ojo de Liebre, así como las mansas aguas de la bahía de Magdalena, ubicadas en el estado de Baja California Sur.
Dentro de la delegación municipal de Guerrero Negro se ubica la laguna Ojo de Liebre declarada por el gobierno mexicano santuario de la ballena gris (Eschrichtius robustus) pues en sus aguas se aparean y dan a luz a sus ballenatos.

### Clima
Guerrero Negro tiene un clima muy seco y cálido. Tiene una temperatura media anual de 20 °C y una precipitación anual de 10.1 milímetros cúbicos.
| Parámetros climáticos promedio de Guerrero Negro, Mulegé, Baja California Sur | Parámetros climáticos promedio de Guerrero Negro, Mulegé, Baja California Sur | Parámetros climáticos promedio de Guerrero Negro, Mulegé, Baja California Sur | Parámetros climáticos promedio de Guerrero Negro, Mulegé, Baja California Sur | Parámetros climáticos promedio de Guerrero Negro, Mulegé, Baja California Sur | Parámetros climáticos promedio de Guerrero Negro, Mulegé, Baja California Sur | Parámetros climáticos promedio de Guerrero Negro, Mulegé, Baja California Sur | Parámetros climáticos promedio de Guerrero Negro, Mulegé, Baja California Sur | Parámetros climáticos promedio de Guerrero Negro, Mulegé, Baja California Sur | Parámetros climáticos promedio de Guerrero Negro, Mulegé, Baja California Sur | Parámetros climáticos promedio de Guerrero Negro, Mulegé, Baja California Sur | Parámetros climáticos promedio de Guerrero Negro, Mulegé, Baja California Sur | Parámetros climáticos promedio de Guerrero Negro, Mulegé, Baja California Sur | Parámetros climáticos promedio de Guerrero Negro, Mulegé, Baja California Sur |
| Mes                                                                           | Ene.                                                                          | Feb.                                                                          | Mar.                                                                          | Abr.                                                                          | May.                                                                          | Jun.                                                                          | Jul.                                                                          | Ago.                                                                          | Sep.                                                                          | Oct.                                                                          | Nov.                                                                          | Dic.                                                                          | Anual                                                                         |
| ----------------------------------------------------------------------------- | ----------------------------------------------------------------------------- | ----------------------------------------------------------------------------- | ----------------------------------------------------------------------------- | ----------------------------------------------------------------------------- | ----------------------------------------------------------------------------- | ----------------------------------------------------------------------------- | ----------------------------------------------------------------------------- | ----------------------------------------------------------------------------- | ----------------------------------------------------------------------------- | ----------------------------------------------------------------------------- | ----------------------------------------------------------------------------- | ----------------------------------------------------------------------------- | ----------------------------------------------------------------------------- |
| Temp. máx. abs. (°C)                                                          | 36.5                                                                          | 35.0                                                                          | 36.5                                                                          | 41.5                                                                          | 41.0                                                                          | 38.0                                                                          | 42.0                                                                          | 43.0                                                                          | 42.5                                                                          | 42.0                                                                          | 41.0                                                                          | 34.0                                                                          | 43.0                                                                          |
| Temp. máx. media (°C)                                                         | 23.1                                                                          | 23.7                                                                          | 24.6                                                                          | 25.5                                                                          | 25.7                                                                          | 26.9                                                                          | 30.1                                                                          | 31.3                                                                          | 31.3                                                                          | 28.9                                                                          | 25.5                                                                          | 23.4                                                                          | 26.7                                                                          |
| Temp. media (°C)                                                              | 15.4                                                                          | 16.4                                                                          | 17.8                                                                          | 19.1                                                                          | 19.9                                                                          | 21.1                                                                          | 23.9                                                                          | 25.0                                                                          | 25.0                                                                          | 22.3                                                                          | 18.4                                                                          | 15.4                                                                          | 20.0                                                                          |
| Temp. mín. media (°C)                                                         | 7.7                                                                           | 9.2                                                                           | 10.9                                                                          | 12.8                                                                          | 14.0                                                                          | 15.2                                                                          | 17.7                                                                          | 18.8                                                                          | 18.7                                                                          | 15.7                                                                          | 11.3                                                                          | 7.4                                                                           | 13.3                                                                          |
| Temp. mín. abs. (°C)                                                          | -5.0                                                                          | 0.5                                                                           | 1.5                                                                           | 5.5                                                                           | 6.0                                                                           | 10.0                                                                          | 11.0                                                                          | 12.0                                                                          | 12.0                                                                          | 8.5                                                                           | 3.0                                                                           | 0.0                                                                           | -5.0                                                                          |
| Precipitación total (mm)                                                      | 13.1                                                                          | 12.5                                                                          | 7.3                                                                           | 1.7                                                                           | 0.2                                                                           | 0.0                                                                           | 1.7                                                                           | 2.0                                                                           | 4.0                                                                           | 4.6                                                                           | 8.9                                                                           | 24.1                                                                          | 80.1                                                                          |
| Días de precipitaciones (≥ 1 mm)                                              | 1.7                                                                           | 2.1                                                                           | 1.2                                                                           | 0.3                                                                           | 0.1                                                                           | 0.0                                                                           | 0.2                                                                           | 0.2                                                                           | 0.7                                                                           | 0.6                                                                           | 0.8                                                                           | 2.2                                                                           | 10.1                                                                          |
| Fuente: Servicio Meteorológico Nacional                                       |                                                                               |                                                                               |                                                                               |                                                                               |                                                                               |                                                                               |                                                                               |                                                                               |                                                                               |                                                                               |                                                                               |                                                                               |                                                                               |

## Películas filmadas en Guerrero Negro
Se han filmado dos películas con nombre o referencia a Guerrero Negro
- Guerrero Negro,[8] la cual trata de un sicario que es contratado para matar a un prestigioso empresario y político.
- Bajo La Sal[9] la cual trata de un investigador que quiere resolver el caso de unas misteriosas muertes que pueden estar enlazadas.
- También se grabó en este lugar, parte de uno de los capítulos de la exitosa serie documental española titulada MUNDOS DE AGUA.